# Theridion trigonicum
Theridion trigonicum là một loài nhện trong họ Theridiidae.
Loài này thuộc chi Theridion. Theridion trigonicum được Tord Tamerlan Teodor Thorell miêu tả năm 1890.